# Leucothyreus lineicollis
Leucothyreus lineicollis är en skalbaggsart som beskrevs av Ohaus 1917. Leucothyreus lineicollis ingår i släktet Leucothyreus och familjen Rutelidae. Inga underarter finns listade i Catalogue of Life.